# Бондюга
Бондюга (с удм. много малой воды, родников) — деревня в Татарстане, в 1967 году включена в состав города Менделеевска, нынче представляет собой дачный посёлок.

## Географическое положение
Посёлок отделён от центральной части города рекой Тойма и пойменными лугами, затопляемыми в период половодья. Местность изобилует родниками и артезианскими скважинами.

## История
По преданиям местного населения деревня была основана до завоевания Казанского ханства татарином Чукреем. В XV веке поселение предположительно служило факторией для торговли с финно-угорскими племенами, прежде всего с удмуртами. После падения Казани деревня заселяется удмуртами, давшими ей современное название.
В данных Кировского государственного архива за 1887 год говорится, что поселение было основано в период заселения края русскими из северных районов Вятской губернии в X — XI веке.
До 1764 года деревня принадлежала православному монастырю Седмиозерная пустынь, а в 1841 году была передана государственной казне. В 1896 году была открыта земская школа, до этого дети ходили в школу на Бондюжский завод.

В деревне Бондюге был построен и введен в эксплуатацию пробный  Радиевый завод, где в декабре 1921 года В. Г. Хлопин, И. Я. Башилов и М. А. Пасвик выделили из ферганской руды первые в России высокообогащённые препараты радия.